# Rosamunde Pilcher - La sposa indiana
Rosamunde Pilcher - La sposa indiana (Rosamunde Pilcher: Die versprochene Braut) è un film per la televisione del 2013 diretto da Dieter Kehler.

## Trama
Andrew Christie è il direttore di un albergo della Cornovaglia, il Dolphin Hotel, che però non sta attraversando un bel momento, ciò incide anche sul suo matrimonio, tanto che la moglie Nell decide di lasciarlo trasferendosi alle Maldive accettando la proposta di lavoro di un suo conoscente, David, che già da tempo aveva offerto a lei e Andrew la gestione di un albergo che lui ha aperto, ma Andrew non ha mai mostrato interesse per questa opportunità non volendo rinunciare al Dolphin Hotel che appartiene alla sua famiglia da generazioni.
A Andrew serve un'idea innovativa per salvare il suo albergo, purtroppo la Cornovaglia non è più una meta gettonata per i viaggi turistici, a essa vengono preferite alternative più esotiche, dunque Andrew preferisce puntare sul mercato dell'India: è convinto che se promuovessero la Cornovaglia come una meta da viaggio ideale per la popolazione indiana, avranno un maggior numero di clienti provenienti dall'India. L'unico problema è che l'operatore turistico non è molto convinto della sua idea, quindi Andrew impulsivamente gli dice di avere una moglie indiana la quale rappresenta per lui un valido sostegno al progetto.
Andrew è costretto a chiedere alla cameriera che lavora per lui, Rajani Sharma, giovane ragazza indiana, di fingersi sua moglie, infatti l'operatore turistico prima di accettare di promuovere il progetto intende conoscerla, ma lei declina l'offerta. Rajani è una ragazza molto bella e gentile, nonché corteggiata, ma è attaccata alle tradizioni della sua cultura, non è mai stata con un uomo dato che intende rimanere devota al suo promesso sposo Tarun, un suo lontano parente, un manager di successo, il loro è un matrimonio combinato da tempo dal padre della ragazza.
Rajani, vedendo Andrew disperato, cambia idea e si finge sua moglie pur di aiutarlo, l'operatore turistico rimanendo affascinato da lei accetta di promuovere l'iniziativa, ritenendo che Andrew e Rajani sarebbero i testimonial perfetti per la campagna pubblicitaria, i due però sono costretti a baciarsi per una foto promozionale, e in quel momento Andrew e Rajani capiscono di provare dei sentimenti l'uno per l'altra.
Se all'inizio Andrew mirava solo agli affari del suo hotel, ora è solo Rajani il suo unico pensiero fisso, trascorrendo del tempo con lei imparerà a conoscerla meglio, scoprendo che lavora nonostante suo padre sia un uomo benestante dato che desidera emanciparsi, oltre a studiare per la tesi di dottorato in storia dell'arte. Nell intanto viene sedotta da David che però con velate allusioni le fa capire che non ha mai voluto darle il lavoro, l'offerta in realtà era per Andrew non ritenendo che Nell sia adatta a dirigere un hotel. Nell constatando che Andrew non vuole nemmeno fare un tentativo per salvare il loro matrimonio, essendo ormai innamorato di Rajani, torna in Cornovaglia per riprendersi suo marito.
In maniera vile, Nell mente a Rajani facendole credere che lei e Andrew aspettano un bambino obbligandola a mettersi da parte, Andrew è all'oscuro di ciò che Nell ha fatto, non riuscendo a spiegarsi per quale motivo Rajani non voglia più stare con lui. Nell tenta di far dimenticare a suo marito Rajani affermando che l'amore che li lega rappresenta un rischio per la ragazza la quale avrebbe potuto rinunciare alla sua famiglia per stare con lui.
Rajani accetta di sposare Tarun che si trasferirà in Cornovaglia, in realtà è stata principalmente la famiglia di Tarun a fare pressione per accorciare i tempi del matrimonio dato che non approvavano il suo stile di vita da donnaiolo. Keira, amica e collega di lavoro di Rajani, scopre che Nell fa ancora uso della pillola anticoncezionale, e che dunque è impossibile che sia in stato di gravidanza, riferendolo a Andrew il quale capendo che Rajani è stata manipolata si precipita in municipio dove si terrà il matrimonio per impedire le nozze della ragazza, solo per scoprire che Rajani aveva già deciso di non sposarsi.
È trascorso un anno, Andrew e Rajani si sposano, Tarun è rimasto in buoni rapporti di amicizia con entrambi inoltre lui e Keira ora stanno insieme, anche il padre di Rajani è commosso di vedere sua figlia sposare l'uomo che ama in una cerimonia matrimoniale indiana.